# Jeroen Straathof
Johannes Nicolaas Maria „Jeroen” Straathof (ur. 18 listopada 1972 w Zoeterwoude) – holenderski łyżwiarz szybki i kolarz torowy, złoty medalista mistrzostw świata na dystansach i złoty medalista paraolimpijski.

## Kariera

### Łyżwiarstwo
Największy sukces w karierze Jeroen Straathof osiągnął w 1996 roku kiedy zwyciężył w biegu na 1500 m podczas dystansowych mistrzostw świata w Hamar. Wyprzedził tam bezpośrednio Norwega Ådne Søndråla i swego rodaka Martina Hersmana, zostając tym samym pierwszym w historii oficjalnym mistrzem świata na tym dystansie. Był to jednak jedyny medal wywalczony przez niego na międzynarodowej imprezie tej rangi. W kategorii juniorów zdobył złoty medal w wieloboju podczas mistrzostw świata juniorów w Warszawie. W 1994 roku wziął udział w igrzyskach olimpijskich w Lillehammer, zajmując dziewiąte miejsce w biegu na 1500 m. Wielokrotnie stawał na podium zawodów Pucharu Świata, odnosząc przy tym dwa zwycięstwa. 20 marca 1994 roku w Heerenveen i 25 stycznia 1997 roku w Davos zwyciężał na 1500 m. Najlepsze wyniki osiągnął w sezonie 1994/1995, kiedy zajął trzecie miejsce w klasyfikacji końcowej 1500 m. Wyprzedzili go wtedy jedynie Kanadyjczyk Neal Marshall i rodak Rintje Ritsma.

### Kolarstwo
Straathof uprawiał także kolarstwo torowe. Jego najlepszym wynikiem na międzynarodowej imprezie było czwarte miejsce wywalczone drużynowo, wspólnie z Levim Heimansem, Jensem Mourisem i Peterem Schepem podczas mistrzostw świata w Melbourne w 2004 roku. W tym samym roku wystąpił również na igrzyskach olimpijskich w Atenach, gdzie wspólnie z kolegami z reprezentacji zajął drużynowo piąte miejsce. Ponadto wspólnie niepełnosprawnym kolarzem Janem Mulderem zdobył srebrny medal w wyścigu na dochodzenie podczas mistrzostw świata w 1998 roku i złoty na rozgrywanych rok później mistrzostwach Europy. W 2000 roku obaj wystąpili na igrzyskach paraolimpijskich w Sydney, zdobywając złoty medal w tej samej konkurencji.
Jeroen Straathof jest pierwszym sportowcem, który wystąpił na zimowych i letnich igrzyskach olimpijskich oraz na igrzyskach paraolimpijskich.